# Joodse begraafplaatsen (Winschoten)

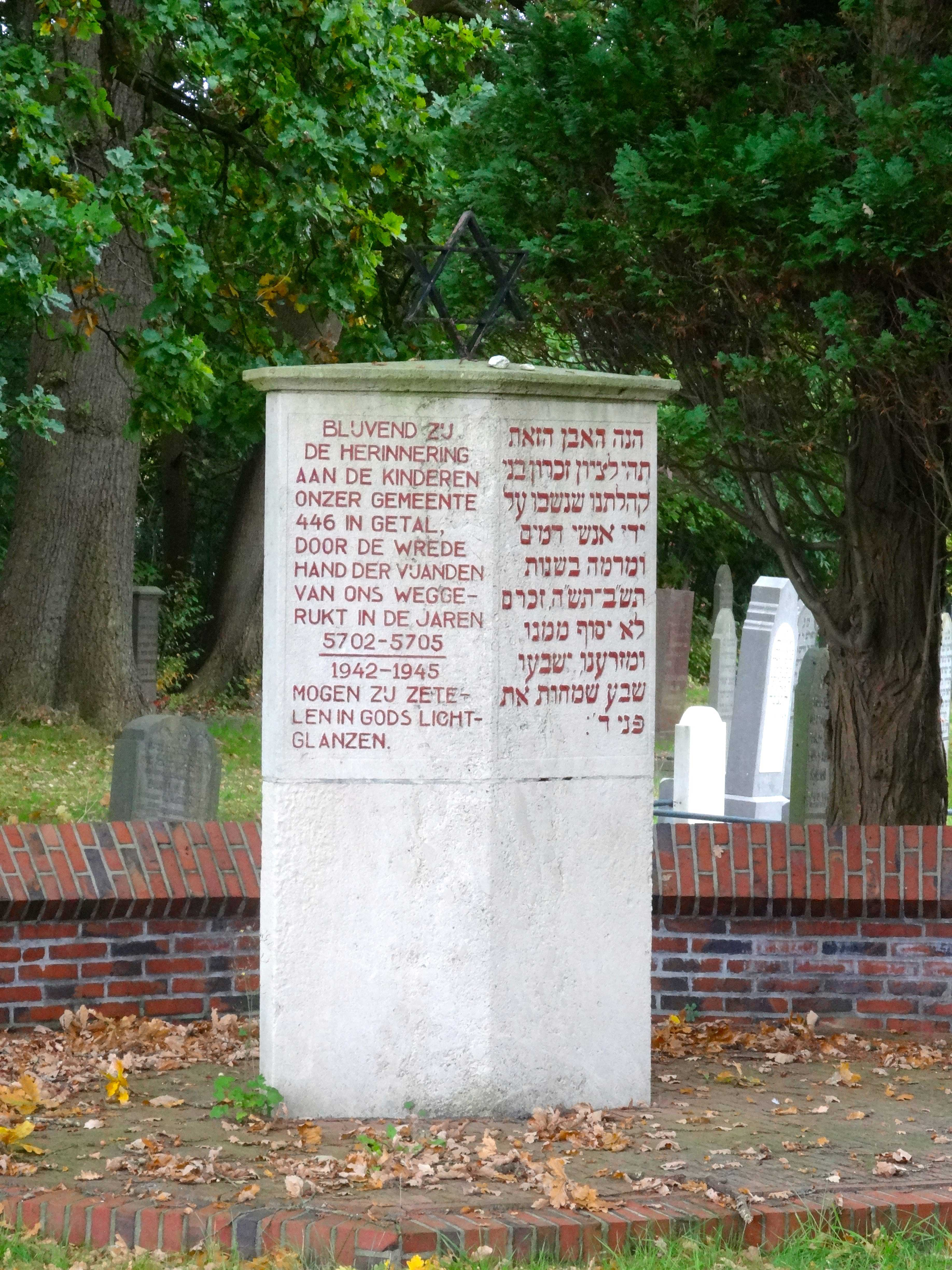
Herdenkingsmonument bij het metaheerhuis op de Joodse begraafplaats aan de Sint Vitusholt

De Joodse begraafplaatsen in Winschoten zijn twee Joodse begraafplaatsen in de Groningse plaats Winschoten. Ze liggen aan de Sint Vitusholt en aan de Lieftkensstraat.

## Joden in Winschoten
De eerste Joden vestigden zich rond het midden van de 18de eeuw in Winschoten. Aanvankelijk hielden zij hun erediensten in een synagoge aan de Buiten Venne. In 1797 werd de synagoge aan de Langestraat ingewijd. Aan het begin van de 20ste eeuw was de joodse gemeente het grootst, er waren meer dan 850 leden. Daarna nam dit aantal af, tot ca. 500 omstreeks in 1930. Tussen augustus 1942 en de eerste maanden van 1943 werden vrijwel alle joodse inwoners van Winschoten door de Duitse bezetter opgepakt en naar Kamp Westerbork gedeporteerd. Na de Tweede Wereldoorlog telde Winschoten nog 22 Joodse inwoners. De synagoge en de ernaast gelegen school school werden verkocht. De joodse gemeente van Winschoten werd in 1964 bij die van Groningen gevoegd.

## Begraafplaats Liefkensstraat
Deze begraafplaats is in 1785 aangekocht en werd gebruikt tot 1828. Uit oogpunt van hygiëne werd toen in Nederland het begraven binnen een bebouwde kom verboden. De begraafplaats raakte in de loop der jaren in verval verval en werd feitelijk vergeten. Omdat de meeste grafmonumenten van hout waren verdwenen ze in de loop der tijd. In 1894 werd wel een herinneringssteen geplaatst om de plek van de begraafplaats aan te geven. In 1969 werd met instemming van het opperrabbinaat de begraafplaats geruimd en verkocht. Stoffelijke resten van 54 personen werden in een gezamenlijk graf herbegraven op de begraafplaats aan het Sint Vitusholt. De herinneringssteen werd ook verplaatst. In het najaar van 2016 werden tijdens rioolwerkzaamheden nog eens 19 graven ontdekt op een ander deel van de Liefkensstraat. De begraafplaats werd daarna omringd door een metalen hek; middenin bevindt zich de weer terug gebrachte herinneringssteen.

## Begraafplaats Sint Vitusholt
Deze begraafplaats werd in 1828 aangekocht. In 1903 werd de joodse gemeente eigenaar van de begraafplaats. In 1964 gingen de eigendomspapieren naar het NIK. In 1876 werd een eerste metaheerhuis gebouwd, is in 1932 vervangen door een nieuw. Naast het metaheerhuis staat een herinneringsmonument voor de Winschoter slachtoffers van de Jodenvervolging in de jaren 1940 - 1945.
De begraafplaats is ingedeeld in vier vakken: een vak voor echtparen, een vak voor mannen, een vak voor vrouwen en een vak voor vrouwen, kinderen en vrijgezellen. Er zijn in totaal 511 graven. De laatste begrafenis vond plaats in 1989.